# Reina de Malawi
Isabel II va ser la reina de Malawi des de 1964 fins a 1966, quan Malawi era un estat sobirà independent i una monarquia constitucional dins la Commonwealth of Nations. També era la sobirana d'altres regnes de la Commonwealth, inclòs el Regne Unit. La Constitució de Malawi de 1964 atorgava el poder executiu a la monarca com a cap d'estat, tot i que els seus rols constitucionals es delegaven al seu representant, el governador general, Sir Glyn Smallwood Jones, qui també va ser l'últim governador de Nyasalàndia.

## Història
Malawi va obtenir la independència mitjançant l'Acta d'Independència de Malawi de 1964 emesa pel Parlament del Regne Unit, que va transformar el Protectorat de Nyasalàndia en un estat sobirà independent anomenat Malawi. El príncep Felip, duc d'Edimburg, va representar a la reina Isabel II a la cerimònia d'independència del país el 6 de juliol de 1964. L'endemà, el duc va obrir la primera sessió del Parlament de Malawi independent, en nom de la reina, on hi va pronunciar el discurs del Tron.
Els rols de la monarca i del governador general a Malawi es van abolir el 6 de juliol de 1966, quan Malawi es va convertir en una república dins de la Commonwealth, amb el president de Malawi com a cap d'estat executiu i cap de govern. Hastings Banda, l'antic primer ministre de Malawi, es va declarar el primer president de la república.
La reina Isabel II va visitar Malawi del 22 al 25 de juliol de 1979. L'Hospital Central Reina Isabel a Blantyre es va inaugurar el 1958 i és l'hospital més gran de Malawi.

## Rol Constitucional
De 1964 a 1966, Malawi va ser un dels regnes de la Commonwealth que compartien la mateixa persona com a monarca i cap d'estat.

### Poder executiu i legislatiu
Després de la llei de 1964 sobre la independència de Malawi, cap ministre del govern britànic no podia aconsellar la reina sobre les qüestions relatives a Malawi. Per a totes les qüestions relatives a Malawi, la sobirana era aconsellada únicament pels seus ministres malawians. La reina estava representada al país per un governador general nomenat per ella amb el consell del primer ministre malawià. La reina disposava de vastos poders constitucionals, tot i que a la pràctica tots aquests poders eren exercits pel governador general.
La reina de Malawi i l'Assemblea Nacional constituïen el Parlament de Malawi. Totes les lleis malawianes es promulgaven només amb la sanció reial atorgada pel governador general en nom de la reina. El governador general també s'encarregava de convocar, prorrogar i dissoldre el Parlament. El governador general nomenava el primer ministre entre els membres del partit polític que tenia la majoria a l'Assemblea Nacional; també nomenava els ministres amb el consell del primer ministre.

### Poder judicial
El tribunal d'apel·lació més alt de Malawi era el Comitè Judicial del Consell Privat. La reina, i per extensió el governador general, podia exercir la "prerrogativa reial de clemència" i perdonar les infraccions contra la Corona, ja fos abans, durant o després d'un judici.